# Élections sénatoriales de 2011 dans la Loire
Les élections sénatoriales dans la Loire ont lieu le dimanche 25 septembre 2011. Elles ont pour but d'élire les sénateurs représentant le département au Sénat pour un mandat de six années.

## Contexte départemental
Lors des élections sénatoriales du 23 septembre 2001 dans la Loire, quatre sénateurs ont été élus selon un mode de scrutin proportionnel : Jean-Claude Frécon (PS), Bernard Fournier (DL), Josiane Mathon (PCF) et Michel Thiollière (UDF).
- Rappel des résultats de 2001
  - Liste Jean-Claude Frécon (PS-PCF-Verts) : 714 voix - 41,63 % - 2 élus
  - Liste Bernard Fournier (RPR) : 429 voix - 25,01 % - 1 élu
  - Liste Michel Thiollière (UDF) : 337 voix - 19,65 % - 1 élu
  - Liste Lucien Neuwirth : 155 voix - 9,04 %
  - Liste Guy Laforie : 28 voix - 1,61 %
  - Liste Charles Perrot : 21 voix - 1,22 %
  - Liste Gérard Tardy : 21 voix - 1,22 %
  - Liste Gilbert Claret : 7 voix - 0,41 %
  - Liste Raymonde Martin : 3 voix - 0,17 %

Depuis, tous les effectifs du collège électoral des grands électeurs ont été renouvelés, avec les élections législatives françaises de 2007, les élections régionales françaises de 2010, les élections cantonales de 2008 et 2011 et les élections municipales françaises de 2008.

## Sénateurs sortants
| Sénateur | Sénateur              | Parti | Fonctions lors de l'élection en 2001                                  |
| -------- | --------------------- | ----- | --------------------------------------------------------------------- |
|          | Josiane Mathon-Poinat | PCF   | Adjointe au maire de La Ricamarie                                     |
|          | Jean-Claude Frécon    | PS    | Conseiller général, maire de Pouilly-lès-Feurs                        |
|          | Christiane Longère    | UMP   | Maire de Briennon                                                     |
|          | Bernard Fournier      | UMP   | Sénateur sortant, conseiller général, maire de Saint-Nizier-de-Fornas |

*Remplace Michel Thiollière nommé Vice-président au collège de la Commission de régulation de l'énergie,

## Présentation des listes et des candidats
Les nouveaux représentants sont élus pour une législature de 6 ans au suffrage universel indirect par les 1753 grands électeurs du département. Dans la Loire, les sénateurs sont élus au scrutin proportionnel plurinominal. Leur nombre reste inchangé, 4 sénateurs sont à élire et 6 candidats doivent être présentés sur la liste pour qu'elle soit validée. Chaque liste de candidats est obligatoirement paritaire et alterne entre les hommes et les femmes. 7 listes ont été déposées dans le département. Elles sont présentées ici dans l'ordre de leur dépôt à la préfecture et comportent l'intitulé figurant aux dossiers de candidature.

### Nouveau Centre
| N° | Candidats | Candidats          | Parti | Principale fonction                     |
| -- | --------- | ------------------ | ----- | --------------------------------------- |
| 01 |           | Nicole Forest      | NC    | Conseillère municipale de Saint-Chamond |
| 02 |           | Yves Lachaud       | NC    | Maire de L'Hôpital-le-Grand             |
| 03 |           | Liliane Kunszt-Mea | NC    | Adjointe au maire de Montrond-les-Bains |
| 04 |           | Alain Peré         | NC    |                                         |
| 05 |           | Jeanine Rongère    | NC    | Adjointe au maire de Chazelles-sur-Lyon |
| 06 |           | Arnaud Dola        | NC    |                                         |

### Front national
| N° | Candidats | Candidats            | Parti | Principale fonction   |
| -- | --------- | -------------------- | ----- | --------------------- |
| 01 |           | Charles Perrot       | FN    | Conseiller régional   |
| 02 |           | Sophie Robert        | FN    | Conseillère régionale |
| 03 |           | Gabriel de Peyrecave | FN    | Conseiller régional   |
| 04 |           | Séverine Brun        | FN    |                       |
| 05 |           | Robert Heyraud       | FN    |                       |
| 06 |           | Noèle Guichard       | FN    |                       |

### Parti socialiste-Parti communiste-Parti radical de gauche
| N° | Candidats | Candidats          | Parti | Principale fonction                                         |
| -- | --------- | ------------------ | ----- | ----------------------------------------------------------- |
| 01 |           | Jean-Claude Frécon | PS    | Sénateur sortant, conseiller municipal de Pouilly-lès-Feurs |
| 02 |           | Cécile Cukierman   | PCF   | Conseillère régionale, adjointe au maire d'Unieux           |
| 03 |           | Maurice Vincent    | PS    | Maire de Saint-Étienne                                      |
| 04 |           | Évelyne Rivollier  | DVG   | Maire de Mars                                               |
| 05 |           | Louis Gonnelli     | PRG   | Adjoint au maire de Roanne                                  |
| 06 |           | Fabienne Stalars   | DVG   | Conseillère générale, adjointe au maire de Perreux          |

### Sans étiquette
| N° | Candidats | Candidats           | Parti | Principale fonction                      |
| -- | --------- | ------------------- | ----- | ---------------------------------------- |
| 01 |           | Jérôme Peyer        | DVG   | Adjoint au maire de Boisset-Saint-Priest |
| 02 |           | Karen Bonnier       | DVG   |                                          |
| 03 |           | Christophe Boiron   | DVG   |                                          |
| 04 |           | Stéphanie Perrichon | DVG   |                                          |
| 05 |           | Stéphane Rousson    | DVG   |                                          |
| 06 |           | Cécile Exbrayat     | DVG   | Adjointe au maire de Graix               |

### EELV-MRC
| N° | Candidats | Candidats              | Parti | Principale fonction                  |
| -- | --------- | ---------------------- | ----- | ------------------------------------ |
| 01 |           | Bruno Barriquand       | EELV  | Adjoint au maire de Mably            |
| 02 |           | Catherine Herbertz     | EELV  |                                      |
| 03 |           | Vincent Royon          | MRC   | Conseiller municipal de Rive-de-Gier |
| 04 |           | Rachida El Gharrabi    | MRC   |                                      |
| 05 |           | Gilles Rossary-Lenglet | MRC   |                                      |
| 06 |           | Bernadette Grando      | EELV  |                                      |

### Union pour un mouvement populaire
| N° | Candidats | Candidats           | Parti | Principale fonction                                          |
| -- | --------- | ------------------- | ----- | ------------------------------------------------------------ |
| 01 |           | Bernard Fournier    | UMP   | Sénateur sortant, adjoint au maire de Saint-Nizier-de-Fornas |
| 02 |           | Christiane Longère  | UMP   | Sénatrice sortante, maire de Briennon                        |
| 03 |           | Bernard Bonne       | UMP   | Président du conseil général                                 |
| 04 |           | Geneviève Favergeon | UMP   | Adjointe au maire de Rive-de-Gier                            |
| 05 |           | Gérard Moncelon     | UMP   | Maire de Néronde                                             |
| 06 |           | Françoise Besson    | UMP   | Maire de Saint-André-le-Puy                                  |

### Debout la République
| N° | Candidats | Candidats            | Parti | Principale fonction          |
| -- | --------- | -------------------- | ----- | ---------------------------- |
| 01 |           | Gérard Tardy         | DLR   | Maire de Lorette             |
| 02 |           | Monique Rey          | DLR   | Maire de Précieux            |
| 03 |           | Jacques Berlioz      | DLR   | Maire de La Chapelle-Villars |
| 04 |           | Brigitte Plion-Chéry | DLR   |                              |
| 05 |           | Jean-Pierre Fond     | DLR   |                              |
| 06 |           | Eliane Legros        | DLR   | Adjointe au maire de Lorette |

## Résultats
| Tête de liste  | Tête de liste      | Liste          | Voix  | %      | Élus |
| -------------- | ------------------ | -------------- | ----- | ------ | ---- |
|                | Jean-Claude Frécon | PS-PCF-PRG     | 932   | 54,15  | 3    |
|                | Bernard Fournier   | UMP            | 584   | 33,93  | 1    |
|                | Gérard Tardy       | DLR            | 57    | 3,31   |      |
|                | Nicole Forest      | NC             | 54    | 3,14   |      |
|                | Charles Perrot     | FN             | 49    | 2,85   |      |
|                | Jérôme Peyer       | DVG            | 16    | 0,93   |      |
|                | Bruno Barriquand   | EELV-MRC       | 29    | 1,69   |      |
|                |                    |                |       |        |      |
| Inscrits       | Inscrits           | Inscrits       | 1 753 | 100,00 |      |
| Abstentions    | Abstentions        | Abstentions    | 8     | 0,46   |      |
| Votants        | Votants            | Votants        | 1 745 | 99,54  |      |
| Blancs et nuls | Blancs et nuls     | Blancs et nuls | 24    | 1,37   |      |
| Exprimés       | Exprimés           | Exprimés       | 1 721 | 98,17  |      |

### Sénateurs élus
| Sénateur | Sénateur           | Parti |
| -------- | ------------------ | ----- |
|          | Cécile Cukierman   | PCF   |
|          | Jean-Claude Frécon | PS    |
|          | Maurice Vincent    | PS    |
|          | Bernard Fournier   | UMP   |